# Biddesden House
Biddesden House (ou Biddesden Park) est une maison de campagne anglaise classée Grade I dans l'est du Wiltshire, à environ 5 milles au nord-ouest d'Andover, Hampshire. La maison se trouve dans un parc à environ 2 milles à l'est du village de Ludgershall et abrite un haras de chevaux arabes.

## Histoire
Le manoir Biddesden est acheté en 1693 par John Richmond Webb (1667-1724), un officier de l'armée qui accède au grade de général. Son achat a peut-être été facilité par la richesse apportée par sa femme : en 1690, il épouse Henrietta Borlase, fille du député William Borlase et veuve de Richard Astley, 1er baronnet,. Après sa retraite de l'armée, Webb remplace le manoir de Biddesden par la maison actuelle, construite par étapes vers 1711-1712,.
À la mort du général, la succession passe à son fils Borlase Richmond Webb (vers 1696-1738), puis au demi-frère de ce dernier, également John Richmond Webb (1721-1766).
Vers 1909, il est acheté à l'insu de George Gribble, sur la recommandation de son épouse Norah Royd et de leur fils Philip ; la famille déménage de Henlow Grange, Bedfordshire. En 1929, Biddesden House et environ 200 acres sont vendus, probablement par Olive Baring, à ER Fothergill, qui les vend en 1931 à Bryan Guinness. Les descendants de Guinness y vivent toujours.

## Architecture et conception
Biddesden House est construite en brique flamande avec des parrements en pierre. L'architecte est inconnu, peut-être Webb lui-même. Elle a deux étages plus un grenier, sept travées sur sa façade sud et sur ses deux côtés, et des quartiers domestiques à l'arrière. Au nord-est, une tourelle ronde porte une cloche rapportée par Webb du siège de Lille en 1708. À l'intérieur se trouve un hall d'entrée à double hauteur, éclairé par trois fenêtres rondes à la hauteur du premier étage, et des boiseries du milieu du XVIIIe siècle dans plusieurs pièces.
Pevsner décrit Biddesden comme « une maison très remarquable » pour sa place dans l'architecture anglaise. Elle est classée comme Grade I en 1952.
Sur la façade ouest, Dora Carrington peint en 1931 une fenêtre aveugle avec un cuisinier en trompe-l'œil, un chat et un canari derrière des barreaux de vitrage. Richard Pym en peint deux autres sur la façade est en 1935, représentant des gens de la Régence.

## Parc et jardins
Les jardins en terrasses à l'ouest de la maison ont probablement été créés par le général Webb, ainsi que le potager clos. En 1841, alors que la famille Everett en est propriétaire, il y a un verger, un jardin fleuri et des arbustes. Bryan Guinness apporte des améliorations aux jardins au début des années 1930. Les jardins et le parc environnant s'étendent au sud de Biddesden Lane jusqu'au Hampshire, sur environ 12 acres, et sont inscrits au registre national des parcs et jardins historiques en 1987.
Les éléments classés sur le terrain comprennent des écuries et une laiterie du XVIIIe siècle, un pigeonnier octogonal de la même période et un pavillon au dôme de cuivre datant d'environ 1933 surplombant la piscine. À l'intérieur de cette dernière se trouvent des mosaïques aux couleurs vives de Boris Anrep.